# Carl Kendall
Carroll Dudley Kendall, född 9 augusti 1890 i Charlemagne i Québec, död 20 september 1975 i Penticton i British Columbia, var en kanadensisk professionell ishockeyspelare på centerpositionen. Kendall spelade för Vancouver Millionaires i PCHA samt med Montreal Wanderers och Ottawa Senators i NHA åren 1912–1917. Säsongen 1912–13 slutade han tvåa i PCHA:s poängliga med 20 poäng på 14 matcher, endast slagen av Victoria Senators Tommy Dunderdale.

## Statistik
| 1912–13    | Vancouver Millionaires | PCHA       | 14 | 14 | 6 | 20 | 21 | – | – | – | – | – |
| 1913–14    | Montreal Wanderers     | NHA        | 18 | 10 | 8 | 18 | 19 | – | – | – | – | – |
| 1914–15    | Montreal Wanderers     | NHA        | 8  | 0  | 0 | 0  | 0  | – | – | – | – | – |
| 1916–17    | Ottawa Senators        | NHA        | 10 | 2  | 0 | 2  | 0  | – | – | – | – | – |
| NHA totalt | NHA totalt             | NHA totalt | 36 | 12 | 8 | 20 | 19 | – | – | – | – | – |

Statistik från justsportsstats.com